# Michigan Tech Huskies
Michigan Tech Huskies är en idrottsförening tillhörande Michigan Technological University och har som uppgift att ansvara för universitetets idrottsutövning.

## Idrotter
Huskies deltager i följande idrotter:
| Herrar - Amerikansk fotboll - Basket - Cross Coutry - Friidrott - Ishockey - Nordisk skidsport - Tennis | Damer - Basket - Cross County - Fotboll - Friidrott - Nordisk skidsport - Tennis - Volleyboll |

## Idrottsutövare

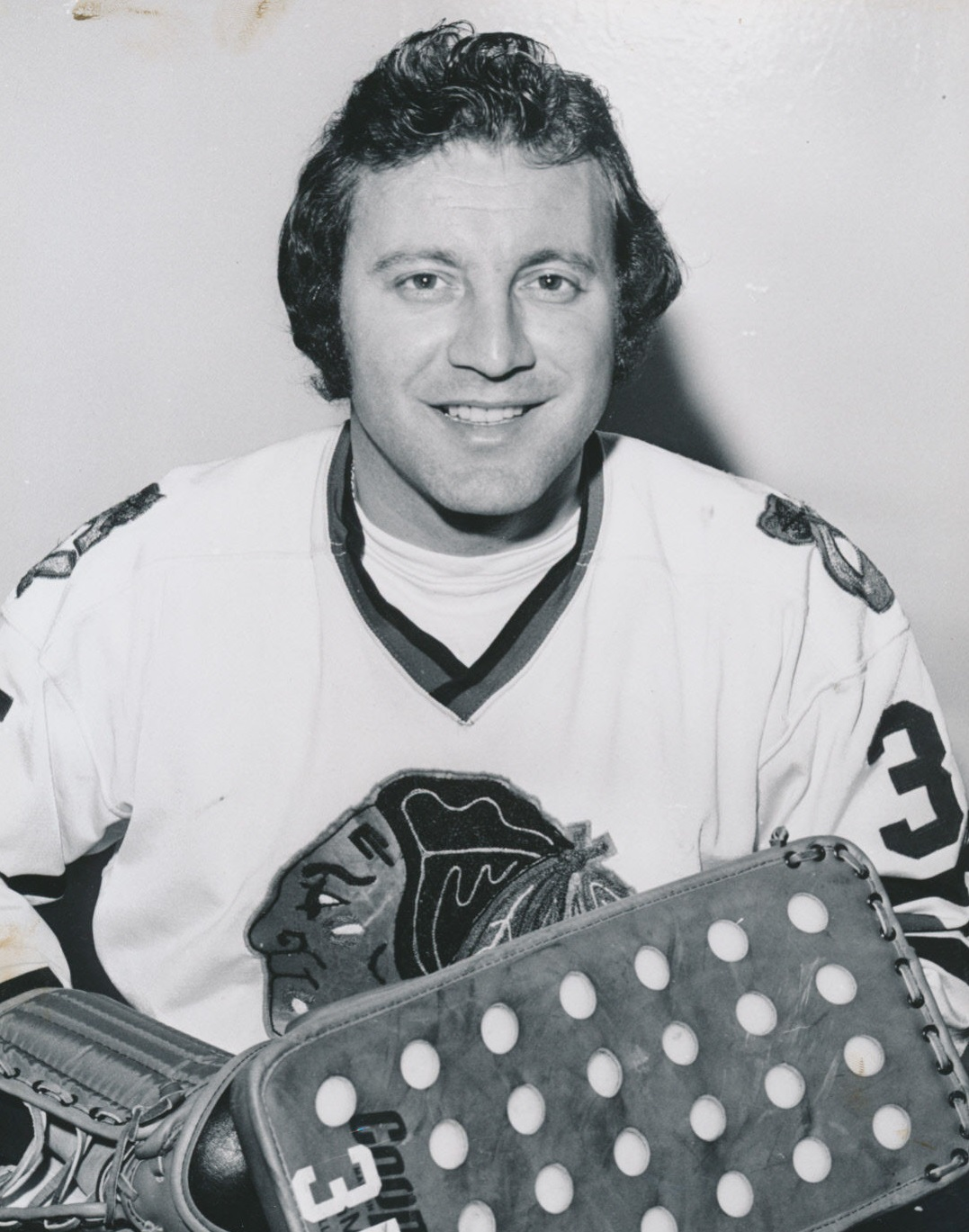
Tony Esposito.

| Ishockey - Tom Bissett - Chris Conner - Tony Esposito - John Grisdale - Brian Halonen - Steve Jensen - Tanner Kero - Jujhar Khaira - Joel L'Esperance | - Bob Lorimer - Jake Lucchini - Randy McKay - Jim Nahrgang - Blake Pietila - Damian Rhodes - Matt Roy - Jarkko Ruutu - John Scott - Andy Sutton |